# هوم اینشورنس پلازا
هوم اینشورنس پلازا یک آسمان‌خراش واقع در ایالت نیویورک، ایالات متحده آمریکا می‌باشد. و ۱۹۶۶ به پایان رسید. تعداد طبقاتش ۴۴ است.